# Chitrella superba
Chitrella superba är en spindeldjursart som beskrevs av William B. Muchmore 1973. Chitrella superba ingår i släktet Chitrella och familjen spinnklokrypare. Inga underarter finns listade i Catalogue of Life.